# 斯克里哈利夫卡
50°5′25″N 29°43′39″E / 50.09028°N 29.72750°E

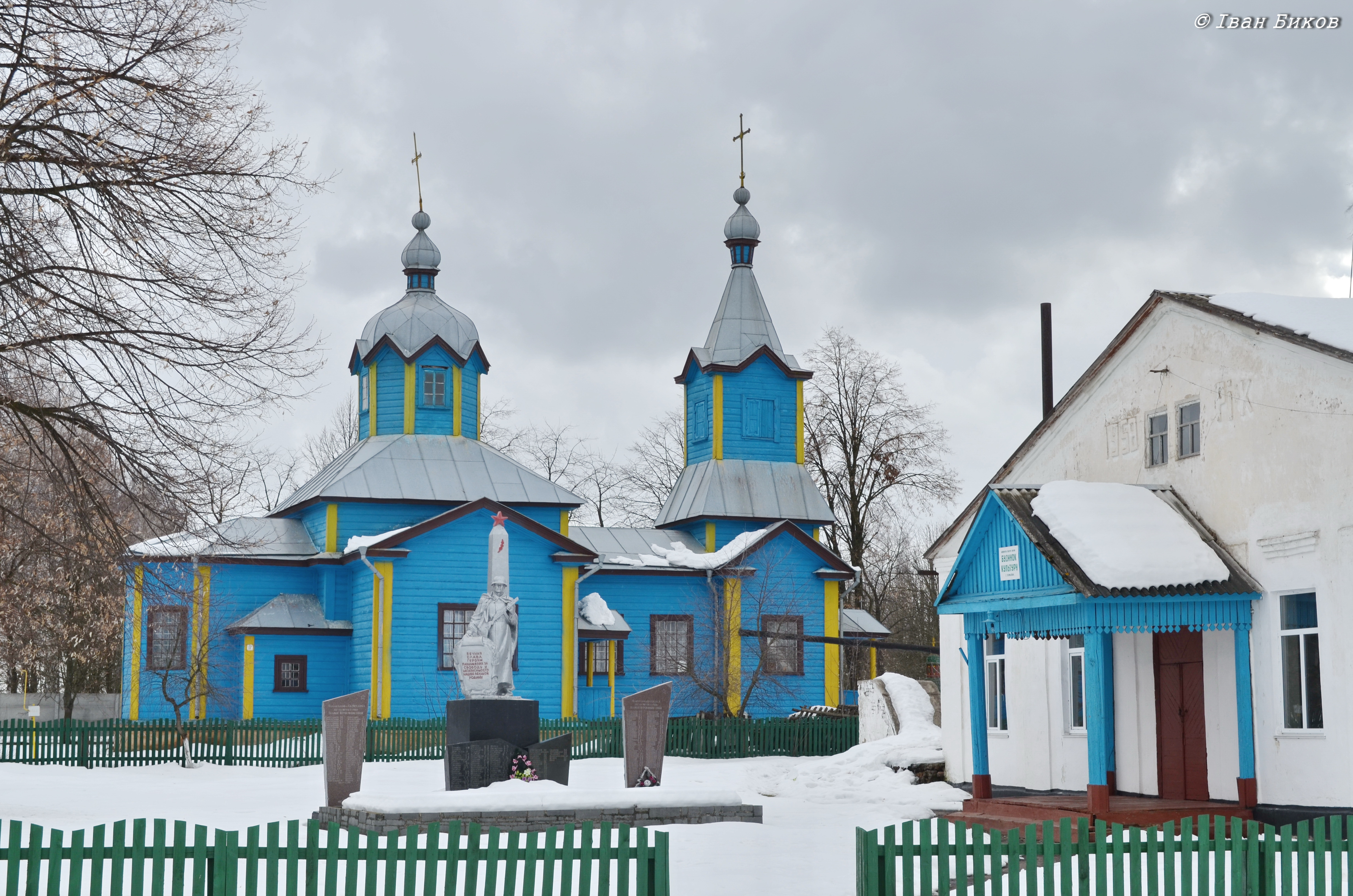

斯克里哈利夫卡（烏克蘭語：Скригалівка）是位於烏克蘭北部的村莊，由基辅州法斯蒂夫區的科然卡市鎮負責管轄。該村面積2.47平方公里，海拔高度186米，2001年人口306，人口密度每平方公里123.9人。